# Jakub Hrůša
Jakub Hrůša (Brno, 23 luglio 1981) è un direttore d'orchestra ceco.

## Biografia
Figlio dell’architetto Petr Hrůša, ha studiato pianoforte e trombone e negli anni del liceo ha mostrato interesse per la direzione d’orchestra. Ha quindi frequentato l’Accademia ceca delle arti dello spettacolo, avendo come insegnanti Jiří Bělohlávek, Radomil Eliška e Leoš Svárovský.
Nel 2000 ha partecipato al concorso di direzione d'orchestra del Prague Spring International Music Festival. Nel 2003 è stato premiato al Concorso internazionale per giovani direttori d'orchestra Lovro von Matačić di Zagabria, in Croazia.. La sua tesi di laurea si è svolta sul lavoro dei compositori cechi contemporanei. Hrůša e sua moglie Klára Hrůšová hanno due figli.

## Incarichi
- 2002 - 2005: direttore associato della Filarmonica Ceca;
- 2005 - 2006: direttore principale della Bohuslav Martinů Philharmonic Orchestra di Zlín;
- 2005 - 2006: direttore associato dell'Orchestra Filarmonica di Radio Francia;
- 2005 - 2008: direttore ospite principale della Prague Philharmonia;
- 2008 - 2015: direttore principale della Prague Philharmonia;
- 2009 (decorrenza da gennaio 2010): direttore musicale del Glyndebourne on Tour (parte del Glyndebourne Festival Opera);
- 2011 (decorrenza da settembre 2013): direttore musicale della Teatro dell'Opera di Copenaghen e della Orchestra Reale Danese (incarico mai ricoperto);
- 2015 - 2016: direttore ospite principale della Filarmonica Ceca;
- 2015 (decorrenza dalla stagione 2016): direttore principale dell’Orchestra sinfonica di Bamberga;
- 2017: direttore ospite principale della Philharmonia Orchestra di Londra;
- 2021: direttore ospite principale dell’Orchestra dell'Accademia Nazionale di Santa Cecilia
- 2022: direttore musicale designato della Royal Opera House di Londra (direttore musicale dal settembre 2025).